# جاشوا مانس
جاشوا مانس (انگلیسی: Joshua Mance؛ زادهٔ ۲۱ مارس ۱۹۹۲) ورزشکار دو و میدانی اهل ایالات متحده آمریکا است.
وی در مسابقات کشوری و بین‌المللی در مجموع برندهٔ ۴ مدال طلا، ۲ مدال نقره شده‌است.